# Dennis Taylor (Rennfahrer)
Dennis Joseph Taylor (* 12. Juni 1921 in Sidcup, London, Großbritannien; † 2. Juni 1962 in Monte Carlo, Monaco)  war ein britischer Automobilrennfahrer, der vor allem Monopostorennen in seinem Heimatland fuhr. Er starb bei einem Rennunfall in Monaco.

## Biografie
Der im Südosten der britischen Hauptstadt geborene Taylor betrieb nach dem Zweiten Weltkrieg im Londoner Stadtteil Eltham (Greenwich) einen Pub. In den späten 1940er-Jahre entwickelte er ein Interesse für Automobilrennen, das er ab 1951 als Fahrer umsetzte.

### Formel 3
Von 1951 bis 1955 ging Taylor in der Formel 3 an den Start, einer Einsteigerklasse, die seinerzeit Motoren mit einem Hubraum von maximal 500 cm³ zuließ. In dieser Zeit fuhr er Autos von Iota, Arnott, Martin, Staride und Cooper, mit denen er einige Podiumsplätze erzielte. Im April 1953 fuhr Taylor in Castle Combe den ersten Sieg für einen unter Martins eigenem Namen gebauten Rennwagen ein.

### Formel 2

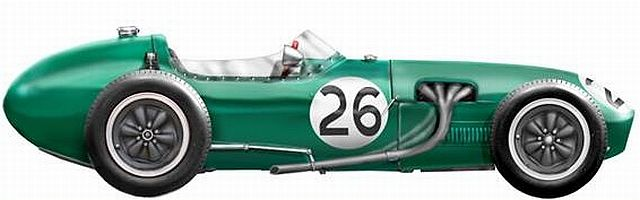
Lotus 12

Ab 1956 trat Taylor in der Formel 2 an. In dieser Zeit fuhr er nur ausgewählte Rennen, vornehmlich im Süden Großbritanniens. 1956 ging er mit einem Cooper T39 mit Climax-Motor an den Start. Beim Bank Holiday Formula 2 Race 1956 in Brands Hatch wurde er in einem Starterfeld, zu dem insgesamt nur 10 Rennfahrer gehörten, Dritter, einen Monat später beim B.R.S.C.C. Formula 2 Race an gleicher Stelle in ähnlichem Umfeld Zweiter. 1957 fuhr Taylor zunächst einen Elva, bevor er auf einen Cooper T43 wechselte. In diesem Jahr sind keine Zieleinläufe Taylors dokumentiert. Für die Saison 1958 erwarb Taylor einen Lotus 12, den er mit einem Coventry-Climax-FPF-Vierzylindermotor ausrüsten ließ. Die Wartung übernahm 1958 vorübergehend Keith Duckworth, der sich kurz zuvor mit dem Betrieb Cosworth selbständig gemacht hatte. Mit dem Lotus wurde Taylor im Mai 1958 Zweiter beim B.R.S.C.C. Formula 2 Race in Brands Hatch. Im folgenden Jahr erzielte Taylor mit unveränderter Ausrüstung keine Podiumsplatzierungen.

### Formel 1
1959 meldete Taylor seinen Lotus 12 mit FPF-Motor zum Großen Preis von Großbritannien, dem fünften Lauf der Formel-1-Weltmeisterschaft. Im Qualifikationstraining fuhr er mit seinem untermotorisierten Auto keine gezeitete Runde, sodass er sich nicht zum Rennen qualifizierte. Weitere Versuche, in der Formel 1 zu starten, unternahm Taylor nicht.

### Formel Junior
Im Laufe des Jahres 1959 wechselte Taylor in die neu etablierte Formel Junior, die nach der Neustrukturierung des Formelsystems ab 1961 die Rolle der Formeln 2 und 3 einnahm. 1960 ging Taylor nur zu einzelnen der insgesamt 63 britischen Formel-Junior-Rennen an den Start. Er meldete jeweils einen Lola Mk. 2, der anfänglich mit Ford-Motor ausgestattet war, in der zweiten Jahreshälfte dann mit einem Motor von BMC. Die Meldebezeichnungen wechselten. Teilweise wurde Taylor als private Meldung erfasst, überwiegend erschien er für das Team Speedwell. Das beste Ergebnis der Saison 1960 war der vierte Platz beim B.A.R.C. Formula Junior Championship Race.
Für die Saison 1961 sind nur einzelne Rennteilnahmen Taylors mit einem Lola Mk. 3-Ford dokumentiert. Bei einem Rennen in Goodwood im August wurde er Dritter, einen Monat später bei der September Trophy in Crystal Palace und bei der John Davy Trophy im Oktober 1961 jeweils Zweiter. In diesem Jahr nahm Taylor erstmals an Rennen außerhalb Großbritanniens teil. Bei der Coupe Internationale de Vitesse de Formule Junior in Reims-Gueux wurde er Achter mit sieben Sekunden Rückstand auf den Sieger Trevor Taylor, der für das Lotus-Werksteam fuhr. Zwei Monate später erschien er bei der letzten Ausgabe des Grand Prix de Cadours in Südfrankreich; ein Ergebnis ist allerdings nicht dokumentiert.
1962 fuhr Taylor beim B.A.R.C. Members’ Meeting 1962 im März einen Lola Mk. 5 für das Team Lola Equipe. Ob er, was die Meldebezeichnung nahelegt, Werksunterstützung durch den Rennwagenhersteller Lola Cars hatte, ist nicht geklärt. Die Meldungen bei den anschließenden Rennen erfolgten wieder unter Dennis Taylor. Seine besten Ergebnisse in diesem Jahr waren zwei zweite Plätze in Snetterton im März und beim Chichester Cup im April in Goodwood. Taylors letztes Rennen in Großbritannien war ein Begleitrennen zur BRDC International Trophy am 12. Mai 1962 in Silverstone, das er als Neunter beendete. Drei Wochen später meldete er seinen Lola Mk. 5 für den Grand Prix de Monaco Formule Junior 1962, ein Begleitrennen zum Großen Preis von Monaco. In der zweiten Runde des ersten Vorlaufs kam es am Ausgang des Tunnels zu einer Berührung zwischen Taylors Lola und einem anderen Auto. Nach Auffassung Brian Gubbys war es der Wagen von Denis Hulme. Taylor kam von der Strecke ab und kollidierte mit einem Baum. Er erlitt schwere Verletzungen und starb noch am Unfallort.

## Statistik

### Rennergebnisse in der Formel 1

#### Gesamtübersicht
| Saison | Team          | Chassis  | Motor               | Rennen | Siege | Zweiter | Dritter | Poles | schn. Rennrunden | Punkte | WM-Pos. |
| ------ | ------------- | -------- | ------------------- | ------ | ----- | ------- | ------- | ----- | ---------------- | ------ | ------- |
| 1959   | Dennis Taylor | Lotus 12 | Coventry Climax FPF | 0      | –     | –       | –       | –     | –                | –      | –       |

#### Einzelergebnisse
| Saison | 1 | 2 | 3 | 4   | 5 | 6 | 7 | 8 | 9 |
| ------ | - | - | - | --- | - | - | - | - | - |
| 1959   |   |   |   |     |   |   |   |   |   |
|        |   |   |   | DNQ |   |   |   |   |   |

### Le-Mans-Ergebnisse
| Jahr | Team             | Fahrzeug     | Teamkollege | Platzierung | Ausfallgrund  |
| ---- | ---------------- | ------------ | ----------- | ----------- | ------------- |
| 1957 | Arnott Cars Ltd. | Arnott Sport | Jim Russell | Ausfall     | Ventilschaden |